# Pinofranqueado
Pinofranqueado (extremadurai nyelven El Pinu) település Spanyolországban, Cáceres tartományban. Pinofranqueado Santibáñez el Alto, Descargamaría, Robledillo de Gata, Agallas, Nuñomoral, Caminomorisco, Casar de Palomero, Santa Cruz de Paniagua, Torrecilla de los Ángeles és Hernán-Pérez községekkel határos. Lakosainak száma 1763 fő (2024).

## Népesség
A település népessége az elmúlt években az alábbi módon változott:
| Lakosok száma | 1644 | 1638 | 1673 | 1687 | 1631 | 1760 | 1838 | 1736 | 1682 | 1763 |
|               | 2001 | 2004 | 2006 | 2009 | 2011 | 2014 | 2016 | 2019 | 2021 | 2024 |